# Mike Gonzales
Michael Gonzales, detto Mike (13 marzo 1964), è un atleta e bobbista statunitense, che fece parte della Nazionale di bob di Porto Rico.

## Biografia
Gonzales ha frequentato la Bishop Montgomery High School di Redondo Beach, in California, dove ha giocato sia a football che praticato l'atletica leggera. Nel 2013 è stato inserito nella Athletic Hall of Fame della scuola.
A Gonzales sono state offerte diverse borse di studio per giocare a football nelle migliori università: accettò una borsa di studio completa per l'atletica leggera all'University of Southern California con l'intenzione di diventare un atleta olimpico. Gonzales si distinse nel decathlon, dove detenne il record scolastico di decathlon dal 1984 al 2019. Vinse con 7649 punti la medaglia d'oro nel decathlon ai X Giochi Panamericani del 1987 a Indianapolis. Gonzales provò per quattro volte di entrare nella squadra olimpica statunitense di decathlon (1984, 1988, 1992 e 1996), ma in ogni tentativo fu vittima di un infortunio.
Gonzales fu reclutato dall'olimpionico portoricano Liston Bochette per partecipare come riserva nella Nazionale di bob di Porto Rico alle Olimpiadi invernali di Nagano 1998. Alle Olimpiadi di Salt Lake City 2002 l'equipaggio di Mike Gonzales e Manuel Repollet non poté gareggiare nella gara del bob a due, poiché Michael Gonzales (che peraltro era già stato ai Giochi di Nagano 1998 come riserva del bob portoricano) non rispettava le regole di ammissibilità del Comitato Olimpico di Porto Rico, il quale richiede agli atleti di essere nati, avere legami familiari o vivere sull'isola per almeno tre anni (il californiano Gonzales invece aveva vissuto a Porto Rico solo due anni e un mese, quindi un mese in più rispetto a quanto richiesto dal CIO, ma undici mesi in meno rispetto a quanto richiesto dal COPUR). Pur avendo già partecipato alla cerimonia di apertura dell'8 febbraio 2002, i bobbisti portoricani furono estromessi dalla competizione poche ore prima dell'avvio della gara. Successivamente, il Comitato Olimpico Portoricano ritirò il riconoscimento della propria Federazione degli sport invernali, ponendo fine di fatto a ogni speranza per gli atleti portoricani di gareggiare alle Olimpiadi invernali fino al 2018 quando lo sciatore portoricano Charles Flaherty partecipò ai Giochi di Pyeongchang.
In seguito Gonzales è diventato un golfista amatoriale competitivo, partecipando a oltre 400 tornei. Nel 2016 Mike Gonzales ha iniziato a competere come golfista professionista, completando le qualificazioni agli eventi del Champion Tour e tre tornei della scuola di qualificazione del Champion Tour. Oggi è amministratore delegato di TOPIMR, società di Internet Marketing basata sul web.